# Kvalspelet till Europamästerskapet i fotboll 1968 (grupp 2)
Kvalspelet till Europamästerskapet i fotboll 1968 (grupp 2) spelades mellan den 13 november 1966 och 17 december 1967

## Tabell
| Nr | Lag ( )   | S | V | O | F | GM | IM | MS | P  |
| -- | --------- | - | - | - | - | -- | -- | -- | -- |
| 1  | Bulgarien | 6 | 4 | 2 | 0 | 10 | 2  | +8 | 10 |
| 2  | Portugal  | 6 | 2 | 2 | 2 | 6  | 6  | 0  | 6  |
| 3  | Sverige   | 6 | 2 | 1 | 3 | 9  | 12 | −3 | 5  |
| 4  | Norge     | 6 | 1 | 1 | 4 | 9  | 14 | −5 | 3  |

## Matcher
|             | 13 november 1966 | Bulgarien                                    | 4 – 2           | Norge                  | Nationalstadion Vasil Levski | |
| 15:00 UTC+2 | 15:00 UTC+2      | Nikola Tsanev 18′, 43′ Petar Zhekov 42′, 85′ | (3 – 0) Rapport | 59′, 86′ Kjetil Hasund | Sofia Publik: 30 000<refname="Rsssf">{{Webbref\|url=http://www.rsssf.com/tables/68e-full.html%7Ctitel=EuropeanChampionship1 968(Details)\|hämtdatum=7juli2 017\|utgivare=Rsssf}}</ref> Domare: Muzaffer Sarvan (Turkiet) | Sofia Publik: 30 000<refname="Rsssf">{{Webbref\|url=http://www.rsssf.com/tables/68e-full.html%7Ctitel=EuropeanChampionship1 968(Details)\|hämtdatum=7juli2 017\|utgivare=Rsssf}}</ref> Domare: Muzaffer Sarvan (Turkiet) |
| 15:00 UTC+2 | 15:00 UTC+2      |                                              |                 |                        | Sofia Publik: 30 000<refname="Rsssf">{{Webbref\|url=http://www.rsssf.com/tables/68e-full.html%7Ctitel=EuropeanChampionship1 968(Details)\|hämtdatum=7juli2 017\|utgivare=Rsssf}}</ref> Domare: Muzaffer Sarvan (Turkiet) | Sofia Publik: 30 000<refname="Rsssf">{{Webbref\|url=http://www.rsssf.com/tables/68e-full.html%7Ctitel=EuropeanChampionship1 968(Details)\|hämtdatum=7juli2 017\|utgivare=Rsssf}}</ref> Domare: Muzaffer Sarvan (Turkiet) |
| 15:00 UTC+2 | 15:00 UTC+2      |                                              |                 |                        | Sofia Publik: 30 000<refname="Rsssf">{{Webbref\|url=http://www.rsssf.com/tables/68e-full.html%7Ctitel=EuropeanChampionship1 968(Details)\|hämtdatum=7juli2 017\|utgivare=Rsssf}}</ref> Domare: Muzaffer Sarvan (Turkiet) | Sofia Publik: 30 000<refname="Rsssf">{{Webbref\|url=http://www.rsssf.com/tables/68e-full.html%7Ctitel=EuropeanChampionship1 968(Details)\|hämtdatum=7juli2 017\|utgivare=Rsssf}}</ref> Domare: Muzaffer Sarvan (Turkiet) |

|             | 13 november 1966 | Portugal        | 1 – 2           | Sverige                  | Estádio Nacional                                                              |                                                                               |
| 15:00 UTC±0 | 15:00 UTC±0      | Jaime Graça 21′ | (1 – 1) Rapport | 29′, 87′ Inge Danielsson | Lissabon Publik: 35 000<refname="Rsssf"/> Domare: Jacques Colling (Luxemburg) | Lissabon Publik: 35 000<refname="Rsssf"/> Domare: Jacques Colling (Luxemburg) |
| 15:00 UTC±0 | 15:00 UTC±0      |                 |                 |                          | Lissabon Publik: 35 000<refname="Rsssf"/> Domare: Jacques Colling (Luxemburg) | Lissabon Publik: 35 000<refname="Rsssf"/> Domare: Jacques Colling (Luxemburg) |
| 15:00 UTC±0 | 15:00 UTC±0      |                 |                 |                          | Lissabon Publik: 35 000<refname="Rsssf"/> Domare: Jacques Colling (Luxemburg) | Lissabon Publik: 35 000<refname="Rsssf"/> Domare: Jacques Colling (Luxemburg) |

|             | 1 juni 1967 | Sverige             | 1 – 1           | Portugal           | Råsunda                                                                   |                                                                           |
| 19:00 UTC+1 | 19:00 UTC+1 | Ingvar Svensson 90′ | (0 – 1) Rapport | 19′ Custódio Pinto | Stockholm Publik: 49 689<refname="Rsssf"/> Domare: Kevin Howley (England) | Stockholm Publik: 49 689<refname="Rsssf"/> Domare: Kevin Howley (England) |
| 19:00 UTC+1 | 19:00 UTC+1 |                     |                 |                    | Stockholm Publik: 49 689<refname="Rsssf"/> Domare: Kevin Howley (England) | Stockholm Publik: 49 689<refname="Rsssf"/> Domare: Kevin Howley (England) |
| 19:00 UTC+1 | 19:00 UTC+1 |                     |                 |                    | Stockholm Publik: 49 689<refname="Rsssf"/> Domare: Kevin Howley (England) | Stockholm Publik: 49 689<refname="Rsssf"/> Domare: Kevin Howley (England) |

|             | 8 juni 1967 | Norge           | 1 – 2           | Portugal         | Ullevål Stadion                                                      |                                                                      |
| 19:00 UTC+1 | 19:00 UTC+1 | Odd Iversen 35′ | (1 – 1) Rapport | 15′, 60′ Eusébio | Oslo Publik: 31 000<refname="Rsssf"/> Domare: David Syme (Skottland) | Oslo Publik: 31 000<refname="Rsssf"/> Domare: David Syme (Skottland) |
| 19:00 UTC+1 | 19:00 UTC+1 |                 |                 |                  | Oslo Publik: 31 000<refname="Rsssf"/> Domare: David Syme (Skottland) | Oslo Publik: 31 000<refname="Rsssf"/> Domare: David Syme (Skottland) |
| 19:00 UTC+1 | 19:00 UTC+1 |                 |                 |                  | Oslo Publik: 31 000<refname="Rsssf"/> Domare: David Syme (Skottland) | Oslo Publik: 31 000<refname="Rsssf"/> Domare: David Syme (Skottland) |

|             | 11 juni 1967 | Sverige | 0 – 2           | Bulgarien                               | Råsunda                                                                  |                                                                          |
| 16:00 UTC+1 | 16:00 UTC+1  |         | (0 – 1) Rapport | 23′ Petar Zhekov 82′ Dinko Dermendzhiev | Stockholm Publik: 24 271<refname="Rsssf"/> Domare: Leo Callaghan (Wales) | Stockholm Publik: 24 271<refname="Rsssf"/> Domare: Leo Callaghan (Wales) |
| 16:00 UTC+1 | 16:00 UTC+1  |         |                 |                                         | Stockholm Publik: 24 271<refname="Rsssf"/> Domare: Leo Callaghan (Wales) | Stockholm Publik: 24 271<refname="Rsssf"/> Domare: Leo Callaghan (Wales) |
| 16:00 UTC+1 | 16:00 UTC+1  |         |                 |                                         | Stockholm Publik: 24 271<refname="Rsssf"/> Domare: Leo Callaghan (Wales) | Stockholm Publik: 24 271<refname="Rsssf"/> Domare: Leo Callaghan (Wales) |

|             | 29 juni 1967 | Norge | 0 – 0           | Bulgarien | Ullevål Stadion                                                       |                                                                       |
| 19:00 UTC+1 | 19:00 UTC+1  |       | (0 – 0) Rapport |           | Oslo Publik: 20 000<refname="Rsssf"/> Domare: John Adair (Nordirland) | Oslo Publik: 20 000<refname="Rsssf"/> Domare: John Adair (Nordirland) |
| 19:00 UTC+1 | 19:00 UTC+1  |       |                 |           | Oslo Publik: 20 000<refname="Rsssf"/> Domare: John Adair (Nordirland) | Oslo Publik: 20 000<refname="Rsssf"/> Domare: John Adair (Nordirland) |
| 19:00 UTC+1 | 19:00 UTC+1  |       |                 |           | Oslo Publik: 20 000<refname="Rsssf"/> Domare: John Adair (Nordirland) | Oslo Publik: 20 000<refname="Rsssf"/> Domare: John Adair (Nordirland) |

|             | 3 september 1967 | Norge                                                    | 3 – 1           | Sverige            | Ullevål Stadion                                                  |                                                                  |
| 13:15 UTC+1 | 13:15 UTC+1      | Harald Berg 24′ Sven Otto Birkeland 46′ Harald Sunde 79′ | (1 – 1) Rapport | 19′ Thomas Nordahl | Oslo Publik: 31 287<refname="Rsssf"/> Domare: Jan Pawlik (Polen) | Oslo Publik: 31 287<refname="Rsssf"/> Domare: Jan Pawlik (Polen) |
| 13:15 UTC+1 | 13:15 UTC+1      |                                                          |                 |                    | Oslo Publik: 31 287<refname="Rsssf"/> Domare: Jan Pawlik (Polen) | Oslo Publik: 31 287<refname="Rsssf"/> Domare: Jan Pawlik (Polen) |
| 13:15 UTC+1 | 13:15 UTC+1      |                                                          |                 |                    | Oslo Publik: 31 287<refname="Rsssf"/> Domare: Jan Pawlik (Polen) | Oslo Publik: 31 287<refname="Rsssf"/> Domare: Jan Pawlik (Polen) |

|             | 5 november 1967 | Sverige                                                          | 5 – 2           | Norge | Råsunda                                                                          |                                                                                  |
| 14:00 UTC+1 | 14:00 UTC+1     | Tom Turesson 15′, 89′ Inge Danielsson 40′ Leif Eriksson 48′, 85′ | (2 – 0) Rapport |       | Stockholm Publik: 14 078<refname="Rsssf"/> Domare: Rudolf Glöckner (Östtyskland) | Stockholm Publik: 14 078<refname="Rsssf"/> Domare: Rudolf Glöckner (Östtyskland) |
| 14:00 UTC+1 | 14:00 UTC+1     |                                                                  |                 |       | Stockholm Publik: 14 078<refname="Rsssf"/> Domare: Rudolf Glöckner (Östtyskland) | Stockholm Publik: 14 078<refname="Rsssf"/> Domare: Rudolf Glöckner (Östtyskland) |
| 14:00 UTC+1 | 14:00 UTC+1     |                                                                  |                 |       | Stockholm Publik: 14 078<refname="Rsssf"/> Domare: Rudolf Glöckner (Östtyskland) | Stockholm Publik: 14 078<refname="Rsssf"/> Domare: Rudolf Glöckner (Östtyskland) |

|             | 12 november 1967 | Bulgarien                                               | 3 – 0           | Sverige | Nationalstadion Vasil Levski                                                    |                                                                                 |
| 15:00 UTC+2 | 15:00 UTC+2      | Nikola Kotkov 43′ Vasil Mitkov 44′ Georgi Asparuhov 75′ | (2 – 0) Rapport |         | Sofia Publik: 28 000<refname="Rsssf"/> Domare: Josip Drago Horvat (Jugoslavien) | Sofia Publik: 28 000<refname="Rsssf"/> Domare: Josip Drago Horvat (Jugoslavien) |
| 15:00 UTC+2 | 15:00 UTC+2      |                                                         |                 |         | Sofia Publik: 28 000<refname="Rsssf"/> Domare: Josip Drago Horvat (Jugoslavien) | Sofia Publik: 28 000<refname="Rsssf"/> Domare: Josip Drago Horvat (Jugoslavien) |
| 15:00 UTC+2 | 15:00 UTC+2      |                                                         |                 |         | Sofia Publik: 28 000<refname="Rsssf"/> Domare: Josip Drago Horvat (Jugoslavien) | Sofia Publik: 28 000<refname="Rsssf"/> Domare: Josip Drago Horvat (Jugoslavien) |

|             | 12 november 1967 | Portugal                                | 2 – 1           | Norge           | Estádio das Antas                                                            |                                                                              |
| 15:00 UTC±0 | 15:00 UTC±0      | José Augusto Torres 29′ Jaime Graça 65′ | (1 – 1) Rapport | 40′ Olav Nilsen | Porto Publik: 40 000<refname="Rsssf"/> Domare: Michel Kitabdjian (Frankrike) | Porto Publik: 40 000<refname="Rsssf"/> Domare: Michel Kitabdjian (Frankrike) |
| 15:00 UTC±0 | 15:00 UTC±0      |                                         |                 |                 | Porto Publik: 40 000<refname="Rsssf"/> Domare: Michel Kitabdjian (Frankrike) | Porto Publik: 40 000<refname="Rsssf"/> Domare: Michel Kitabdjian (Frankrike) |
| 15:00 UTC±0 | 15:00 UTC±0      |                                         |                 |                 | Porto Publik: 40 000<refname="Rsssf"/> Domare: Michel Kitabdjian (Frankrike) | Porto Publik: 40 000<refname="Rsssf"/> Domare: Michel Kitabdjian (Frankrike) |

|             | 26 november 1967 | Bulgarien              | 1 – 0           | Portugal | Nationalstadion Vasil Levski                                                |                                                                             |
| 14:30 UTC+2 | 14:30 UTC+2      | Dinko Dermendzhiev 63′ | (0 – 0) Rapport |          | Sofia Publik: 55 000<refname="Rsssf"/> Domare: Anvar Zverev (Sovjetunionen) | Sofia Publik: 55 000<refname="Rsssf"/> Domare: Anvar Zverev (Sovjetunionen) |
| 14:30 UTC+2 | 14:30 UTC+2      |                        |                 |          | Sofia Publik: 55 000<refname="Rsssf"/> Domare: Anvar Zverev (Sovjetunionen) | Sofia Publik: 55 000<refname="Rsssf"/> Domare: Anvar Zverev (Sovjetunionen) |
| 14:30 UTC+2 | 14:30 UTC+2      |                        |                 |          | Sofia Publik: 55 000<refname="Rsssf"/> Domare: Anvar Zverev (Sovjetunionen) | Sofia Publik: 55 000<refname="Rsssf"/> Domare: Anvar Zverev (Sovjetunionen) |

|             | 17 december 1968 | Portugal | 0 – 0           | Bulgarien | Estádio Nacional                                                              |                                                                               |
| 16:00 UTC±0 | 16:00 UTC±0      |          | (0 – 0) Rapport |           | Lissabon Publik: 20 000<refname="Rsssf"/> Domare: Antonio Sbardella (Italien) | Lissabon Publik: 20 000<refname="Rsssf"/> Domare: Antonio Sbardella (Italien) |
| 16:00 UTC±0 | 16:00 UTC±0      |          |                 |           | Lissabon Publik: 20 000<refname="Rsssf"/> Domare: Antonio Sbardella (Italien) | Lissabon Publik: 20 000<refname="Rsssf"/> Domare: Antonio Sbardella (Italien) |
| 16:00 UTC±0 | 16:00 UTC±0      |          |                 |           | Lissabon Publik: 20 000<refname="Rsssf"/> Domare: Antonio Sbardella (Italien) | Lissabon Publik: 20 000<refname="Rsssf"/> Domare: Antonio Sbardella (Italien) |